# Novooleksàndrivka (Krasnoperekopsk)
|  | Per a altres significats, vegeu «Novooleksàndrivka». |

Novooleksàndrivka (en ucraïnès: Новоолександрівка, en rus: Новоалександровка, Novoaleksàndrovka) és un poble de la República Autònoma de Crimea, a Ucraïna, que el 2014 tenia 225 habitants. Pertany al districte rural de Krasnoperekopsk.